# 17242 Leslieyoung
17242 Leslieyoung este un asteroid din centura principală de asteroizi.

## Descriere
17242 Leslieyoung este un asteroid din centura principală de asteroizi. A fost descoperit pe 11 martie 2000 la Stația Anderson Mesa în cadrul programului LONEOS. Asteroidul prezintă o orbită caracterizată de o semiaxă mare de 2,53 ua, o excentricitate de 0,10 și o înclinație de 2,9° în raport cu ecliptica.